# Joseph Melling

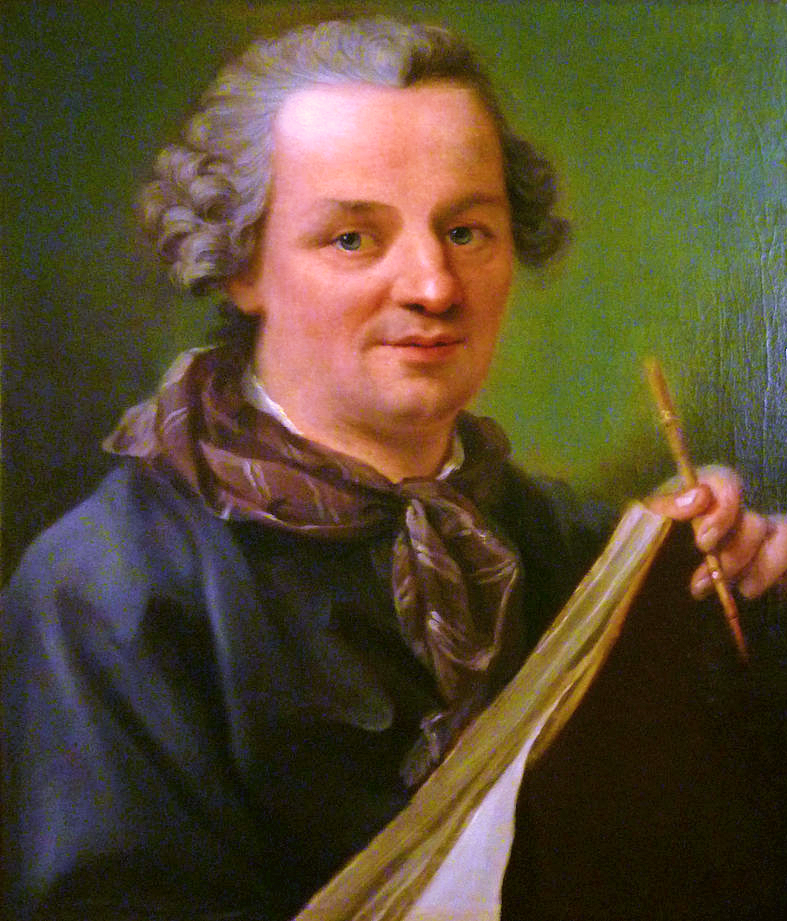
Joseph Melling (Selbstbildnis)

Joseph Melling (* 27. Dezember 1724 in St. Avold, Lothringen; † 23. Dezember 1796 in Straßburg) war Hofmaler am Karlsruher Hof der Markgrafen von Baden.

## Biografie
Er entstammte einer alten Lothringer Künstlerfamilie, der bereits der Maler und Radierer Charles Melling (um 1597–1649) angehört hatte und zu der auch die Brüder Jean Melling (Bildhauer) und Nicolas Melling (Schreiner und Altarschnitzer) zählten. Nicolas kam zum Bau des Klosters und der Klosterkirche nach St. Avold, wo er 1707 die Oberstentochter Agnes Metzinger heiratete. Der Ehe entstammten acht Kinder, darunter der im Jahr 1724 geborene Joseph Melling.
Joseph besuchte die Lateinschule der Augustinen in Saarlouis, später absolvierte er eine Schreinerlehre in Paris und besuchte anschließend die Academie royale d’architecture. 1750 erhielt er den Großen Preis für Malerei. Sein Frühwerk ist weitgehend unbekannt. Es ist möglich, dass er zeitweise in der Werkstatt seines Onkels Valentin Metzinger († 1759) in Laibach beschäftigt war und dort Erfahrungen mit der Kirchenmalerei gesammelt hat.
1758 folgte er seinem Bruder, dem markgräflich-badischen Hofbildhauer Christoph Melling, als Künstler an den Karlsruher Hof der Markgrafen von Baden. 1759 heiratete er in Daxlanden Josepha Lengelacher, die Tochter Ignaz Lengelachers (1698–1780), der als Hoffigurist zu den Mitarbeiter von Mellings Bruder zählte. Auch Lengelachers Neffe Joachim Günther (Cousin von Joseph Mellings Ehefrau) war in der Region als Hofbildhauer des Speyerer Fürstbischofs etabliert. Im Jahr seiner Hochzeit wurde Melling zum badischen Hofmaler ernannt und begann in Karlsruhe eines seiner Hauptwerke, das 1760 vollendete Deckengemälde im großen Marmorsaal des Schlosses. 1764 malte er das Hauptaltarblatt für die Stadtkirche in Rastatt, in den Folgejahren noch fünf weitere Bilder für die Seitenaltäre.
Melling war Berater der Markgräfin Karoline Luise, die eine große Zahl von Gemälden erwarb, die später den Grundstock für die Staatliche Kunsthalle Karlsruhe bildeten. Außerdem unterrichtete Melling die Kinder des Markgrafen in Malern und Zeichnen.
1769 war er in Schuttern, wo er in der Klosterkirche ein Deckengemälde und sieben Altarbilder schuf. Aus demselben Jahr stammt auch ein Bild für das Kapuzinerkloster in Baden-Baden, das später in die Pfarrkirche nach Kuppenheim kam. 1770 malte er fünf Altarbilder für die Stiftskirche in Hechingen. 1772 entstand in Freiburg im Breisgau ein weiteres Hauptwerk Mellings, ein großes Wandgemälde im Sickingenschen (später großherzoglichen) Palais.
Melling leitete in einem früher zur Menagerie des Karlsruher Schlosses gehörenden Gebäude eine Handzeichnungsschule. Seine Tochter Marie Luise (1762–1799) war Malschülerin beim Vater, trat dann in das Kloster Lichtenthal ein, wo sie den Namen Maria Rosa trug und die beiden großen Wandgemälde im Sprechsaal schuf.
Aus finanziellen Gründen wandte sich Meling 1774 von dem kleinen Karlsruher Hof ab nach Straßburg, wo er ebenfalls eine Malschule, die Academie de déssin d’après nature gründete. Er blieb dem Karlsruher Hof aber freundschaftlich verbunden und legte nach dem Tode der Markgräfin Karoline Luise 1783 noch ein Verzeichnis ihres künstlerischen Nachlasses, gleichzeitig das älteste Verzeichnis der Karlsruher Gemäldegalerie, an.
Mellings Malschule in Straßburg hatte über die französische Revolution 1789 hinaus Bestand, wurde durch die Einführung der staatlichen Zentralschulen dann jedoch obsolet. 1795 wurde Melling nochmals Leiter einer privaten Zeichenschule. In Straßburg wurde Melling durch seinen in Italien zum Künstler ausgebildeten Sohn Joseph Ignaz Melling (1764–1817) unterstützt, der später in Rastatt eine eigene Zeichenschule unterhielt und als Professor am Rastatter Lyzeum lehrte.

## Werke (Auswahl)

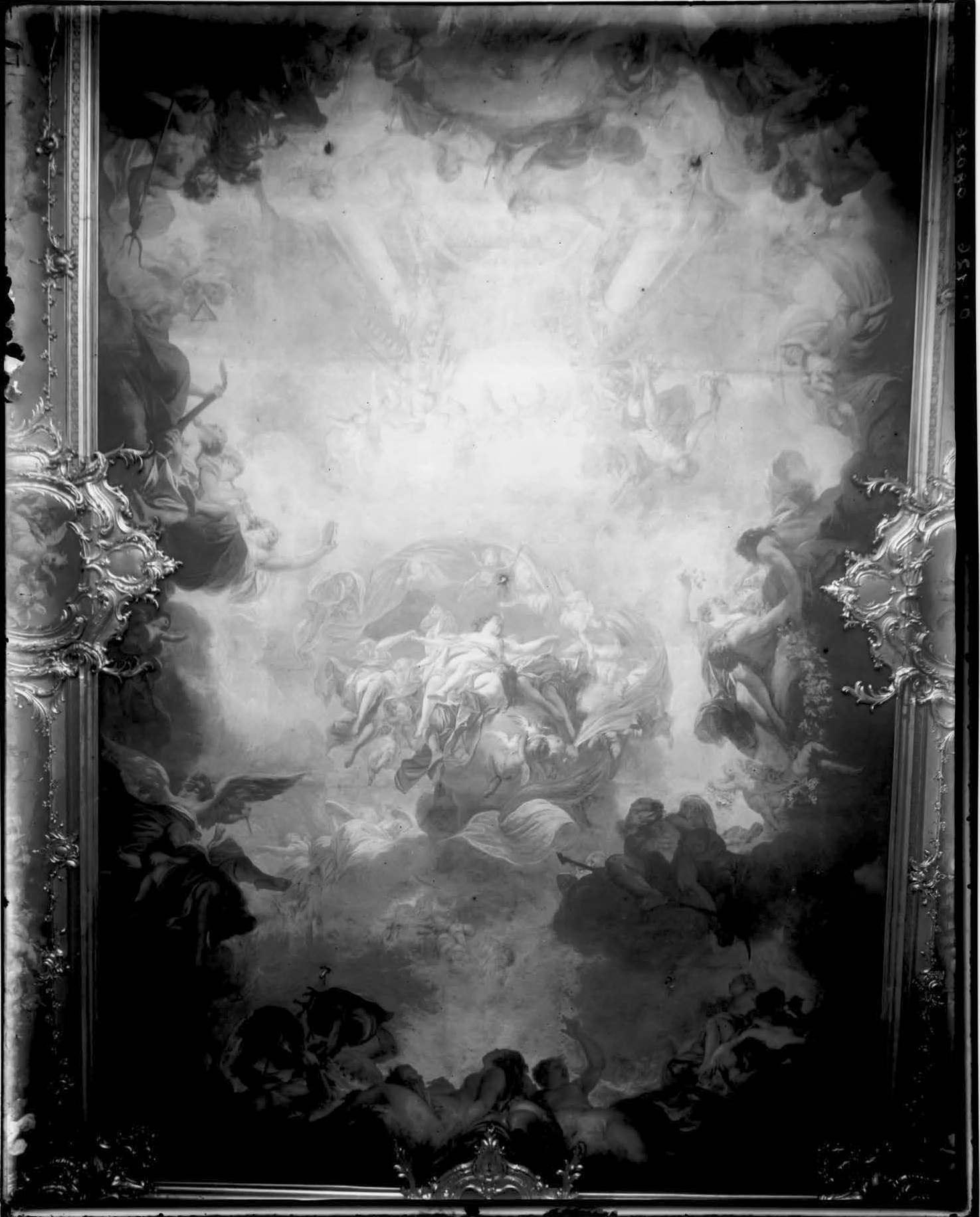
Geburt der Venus, Deckengemälde im Marmorsaal von Schloss Karlsruhe

- „Die Geburt der Venus“, Deckengemälde im großen Marmorsaal des Schlosses Karlsruhe (zerstört am 27. September 1944)
- „Die Rentkammerratstochter Friderica Sophia Henning als Schäferin“, Staatliche Kunsthalle Karlsruhe
- Altarbilder (Befreiung des Papstes Alexander aus dem Kerker, Heiliger Georg im Kampf mit dem Drachen, Heiliger Joseph auf dem Sterbelager, Seliger Bernhard als Krieger, Maria und Dominikus, Heiliger Alexius auf dem Sterbelager) in der Stadtkirche Rastatt
- Altarbild (Heiliger Antonius von Padua), Pfarrkirche Kuppenheim
- Deckenfresko und sieben Altarbilder, Klosterkirche Schuttern (Deckenfresko 1853 bei Brand zerstört)
- Altarbilder (Kreuzigung, Flucht nach Ägypten, Apostel Jakob, Mariä Verkündigung, Tod des Heiligen Nepomuk), Stiftskirche Hechingen
- Seliger Bernhard, Frauenchor des Klosters Lichtenthal
- Wandgemälde (Parklandschaft und Schäferszenen) im Großherzoglichen Palais, Freiburg im Breisgau (1944 durch Brand zerstört)
- Porträt des Nicolas Guibal, Landesmuseum Stuttgart
- Selbstbildnis, Palais Rohan, Straßburg
- zwei Deckengemälde (Parnass, Allegorische Verherrlichung der Schule) in Bibliothek und Festsaal des Lycée Bartholdi, Kolmar